# Wu Han
Wu Han   (Zhejiang, 11 d'agost de 1909 - Pequín, 11 d'octubre de 1969), xinès simplificat: 吴晗, pinyin: Wú Hán, va ser un polític i historiador xinés especialitzat en els estudis relacionats amb la Dinastia Ming.
El 1943 va publicar una biografia sobre Hongwu, el fundador de la dinastia Ming. Durant la Guerra Civil Xinesa va ser un dels principals intel·lectuals de la Lliga Democràtica de la Xina, la qual no estava alineada originalment amb cap bàndol però sobre el final del conflicte es va alinear amb el Partit Comunista. Després de la guerra, va ser vicealcalde de Beijing i es va encarregar de la cartera d'educació i assumptes culturals. Des d'aquella posició va donar suport al Moviment Antidretà que va purgar a aquells oposats a la línia defensada aleshores pel Partit Comunista.
El novembre de 1965 es va convertir en una de les primeres víctimes de la Revolució Cultural arran de la publicació de l'obra de teatre Hai Rui cessat del seu càrrec. L'obra era una ficció històrica protagonitzada per un funcionari de la dinastia Ming al que havia estudiat i dedicat diversos articles, i que fou empresonat per oposar-se a l'emperador. Yao Wenyuan va interpretar que l'obra era una al·legoria al conflicte entre Peng Dehuai i Mao Zedong i, per tant, era contrarevolucionària, en representar a Mao com un líder autoritari. Wu Han va ser empresonat i va morir pres en 1969 per causes que no es van poder determinar.